# Église Saint-Pierre-et-Saint-Paul de Courcité
Pour les articles homonymes, voir Église Saint-Pierre-et-Saint-Paul.
L'église Saint-Pierre-et-Saint-Paul de Courcité est une église catholique située à Courcité, dans le département français de la Mayenne.

## Localisation
L'église est située dans le bourg de Courcité, en bordure de la route départementale 13.

## Histoire
L'église actuelle a été construite à l'emplacement de l'ancien édifice, « qui était grand et beau et possédait des orgues. » Son architecte est M. Tessier de Mayenne. Un prieuré se trouvait également à cet endroit.
Le jour de la saint Sébastien, on venait y déposer du grain en guise d'offrande. Avant la fête de Pâques, le sacristain faisait une quête de poupées de chanvre qu'il plaçait sur l'autel de la Vierge.
L'inventaire se déroula le 3 mars 1906, après une résistance des paroissiens de plus de deux heures, malgré la présence du maire et du garde champêtre, les hommes maintenant les portes de l'église entrebâillées en dépit des efforts des gendarmes.

## Architecture et extérieurs
De style gothique, l'église a la particularité d'être surmontée d'un clocher en pierre.

## Intérieur
Les vitraux du chœur représentent les deux apôtres patrons de l'église : saint Pierre et saint Paul.